# Familier som vores
Familier som vores er en dansk drama-serie fra 2024, som er instrueret af Thomas Vinterberg og skrevet af Vinterberg og Bo Hr. Hansen for TV 2. Serien er produceret af Zentropa Entertainments i co-produktion med TV 2 Danmark, STUDIOCANAL og CANAL+, og med ARD Degeto, NRK og TV4, co-produceret af Zentropa Sweden, Film i Väst, Sirena Film, Ginger Pictures og Saga Film, med støtte fra Det Danske Filminstituts Public Service Puljen, Den Europæiske Union og Nordisk Film & TV Fond, co-produceret med støtte fra Czech Film Fund og BNP Paribas Fortis Film Finance og i partnerskab med CANAL+ Poland og M7.
Medvirkende i serien er bl.a. Amaryllis August, Albert Rudbeck Lindhardt, Nikolaj Lie Kaas, Paprika Steen, Helene Reingaard Neumann, Magnus Milang, Esben Smed, Thomas Bo Larsen, David Dencik, Asta Kamma August m.fl.